# ملف الضبط الاستنادي المتكامل
ملف استنادي متكامل[بحاجة لمصدر] (بالألمانية: Gemeinsame Normdatei)‏ و(بالإنجليزية: Integrated Authority File)‏ ويرمز له اختصاراً GND وهو ضبط استنادي دولي لتنظيم الأسماء الشخصية والمواضيع الرئيسية والهيئات الاعتبارية من فهارس المكتبات. ويستخدم بشكل رئيسي لتوثيق المكتبات والأرشفة والمتاحف. يدار من قبل مكتبة ألمانيا الوطنية بالتعاون مع شبكات المكتبات المختلفة في أوروبا الناطقة بالألمانية وشركاء آخرين. يدرج GND ضمن رخصة المشاع الإبداعي صفر (CC0).

## وصلات خارجية
- الموقع الرسمي
- Information pages about the GND (مكتبة ألمانيا الوطنية)